# Felipe Bigarny
Felipe Bigarny o Vigarny, detto di Borgogna (Langres, 1475 – Toledo, 10 novembre 1543) è stato uno scultore e architetto spagnolo.

## Biografia

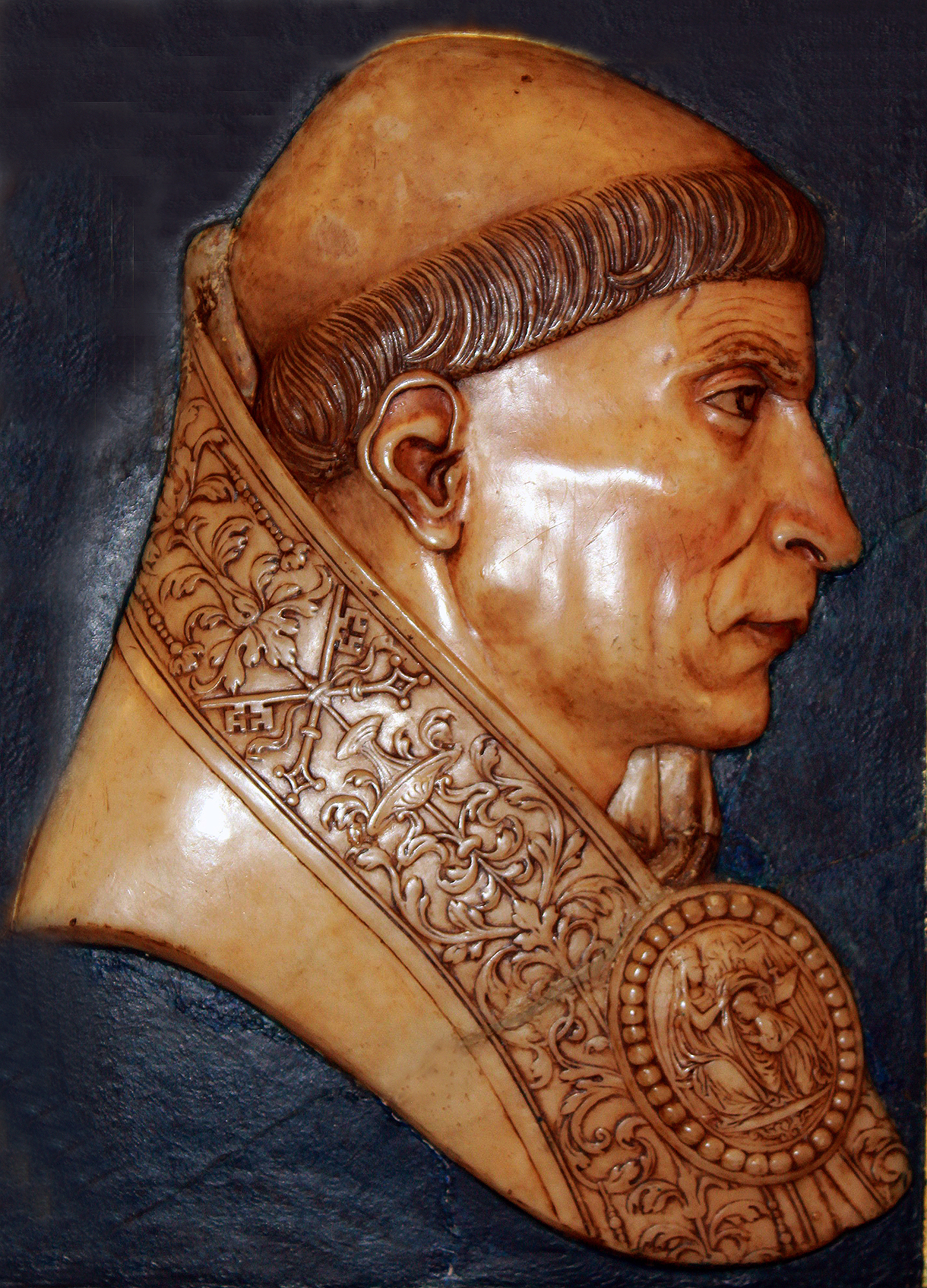
Felipe Bigarny, Medaglione con l'effigie del cardinale Cisneros

Nativo per gli uni della Borgogna, per gli altri di Burgos, fu chiamato nel 1502 dal cardinale Francisco Jiménez de Cisneros a lavorare all'ancóna principale della Cattedrale di Santa María de Toledo, e fu allora che egli eseguì a bassorilievo il ritratto del cardinale.
Esponente del Rinascimento spagnolo, contribuì, a seguito di un periodo trascorso in Italia, a diffondere in Spagna il nuovo linguaggio artistico. Per quattro anni collaborò con lo scultore Alonso Berruguete. Secondo gli storici dell'arte fu, probabilmente, fratello del pittore Juan de Borgoña.
L'Enciclopedia Universale di Espasa-Calpe pone Bigarny, come valore artistico, immediatamente al di sotto di Berruguete.